# San Juan de Lurigancho
San Juan de Lurigancho (afgekort SJL) is een van de 43 districten van de hoofdstedelijke provincie Lima van Peru, het dichtstbevolkte gebied van het land.
Binnen het district bevinden zich ook twee beruchte gevangenissen:
- Miguel Castro Castro-gevangenis
- San Pedro-gevangenis

## Bestuurlijke indeling
Het district is een onderdeel van de provincie Lima in de gelijknamige regio van Peru en maakt deel uit van de metropool Lima Metropolitana.